# 視野障害
視野障害（しやしょうがい）とは、視力低下や視野の欠損をしめす症候である。「ものがみえにくい」という主訴となる。

## 視野
視野には中心視野と周辺視野の2種類が存在する。中心視野はものの形や色、立体覚などを認知するものであり網膜ではP細胞が担い、その80％が中心視野の領域に存在する。中心視野の経路は周辺視野の経路と連絡はない。視力検査は中心視野の検査である。周辺視野は運動覚、立体覚、空間認知などを担うものであり網膜ではM細胞が担う。対光反射はM細胞保たれていると出現する。

## 視野障害

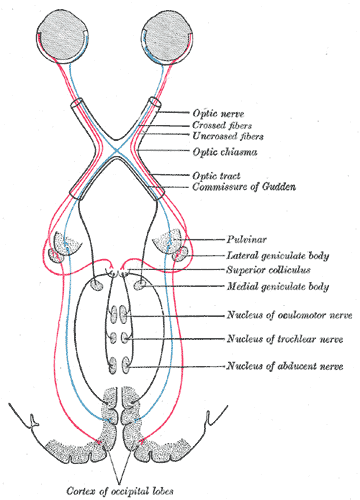
視神経の経路

視野障害は視覚経路と視野障害のパターンを理解することが重要である。視覚経路のポイントは視交叉の部位での線維の分かれ方と網膜での線維のまま後頭葉まで相対的位置が保たれていることである。視交叉では左右の眼球の網膜の右半分の線維はそのまま右半球の後頭葉に向かい、左右眼球とも網膜の右半分の線維は右半球に連絡している。網膜の右半分は視野の左側の情報を得ているので右半球の障害では左視野の障害（左半盲）を起こす。逆に左半球病変では右半盲を起こす。同様に網膜の上半分の線維は後頭葉でも上にあり、下半分は下にある。網膜の上半分の線維は視野の下半分からの情報を得ているので視野の下方の情報が後頭葉の上にあり、後頭葉の上側の障害では視野の下側が欠ける。後頭葉の下側の障害では視野の上側がかける。
後頭葉の病変では黄斑回避という中心視野が保たれる視野障害がおこる。後頭葉で中心視野からの線維が投射する部位が後頭葉全体の60％に及ぶこと、一次視覚野の多くは後大脳動脈支配であるが中心視野に相当する後極は後大脳動脈と中大脳動脈両方から血流を得ているため後大脳動脈梗塞で黄斑回避がおきるという説明もある。
視神経の障害
単眼だけの視力障害がでる。
視交差全体の障害
両眼の外側視野に障害がでる。
視交叉に近い視索の障害
同名半盲となる。左右で異なる視覚障害になりやすい。
視索後半部の障害
視索後半部や外側膝状体部の障害では同名半盲になる。
視放線の前下部のループ障害
上四半盲となる。左右異なることが多い。
視放線の内上部の障害
下四半盲となる。左右異なることが多い。
視放線中部の障害
同名半盲となる。黄斑回避は明らかではなく左右異なることが多い。
視放線後方の障害
黄斑回避を伴う同名半盲となる。後頭部視覚領野中央部の障害では黄斑回避を伴う。
後頭葉視覚領野後方の障害
中心視野の障害が起こる。

## 視力障害
視力の評価は訴えから異常の有無を把握し、視力低下が疑われるときは新聞などを30～40cmはなして読ませることでスクリーニングする。眼科における視力検査のほか、指数弁、手動弁、光覚弁、全盲の鑑別も視力障害の評価としては重要である。指数弁は眼前1メートルの距離で指の数がわかるかで判定する。指数弁がないときは手が動いているかを判定する（手動弁）。それも判定できない時は明るいか暗いかを判定する（光覚弁）。光覚もない場合は全盲となる。ほかに視力の異常として重要なのに夜盲がある。ビタミンA欠乏のほか網膜色素変性症が重要である。